# Селезовка
Селезовка (укр. Селезівка) — село на Украине, основано в 1039 году, находится в Коростенском районе Житомирской области.
Код КОАТУУ — 1824280303. Население по переписи 2001 года составляет 249 человек. Почтовый индекс — 11100. Телефонный код — 4148. Занимает площадь 0,897 км².
В Селезовке расположена центральная усадьба Полесского природного заповедника, основанного в 1968 году с целью сохранения природных комплексов Украинского Полесья.

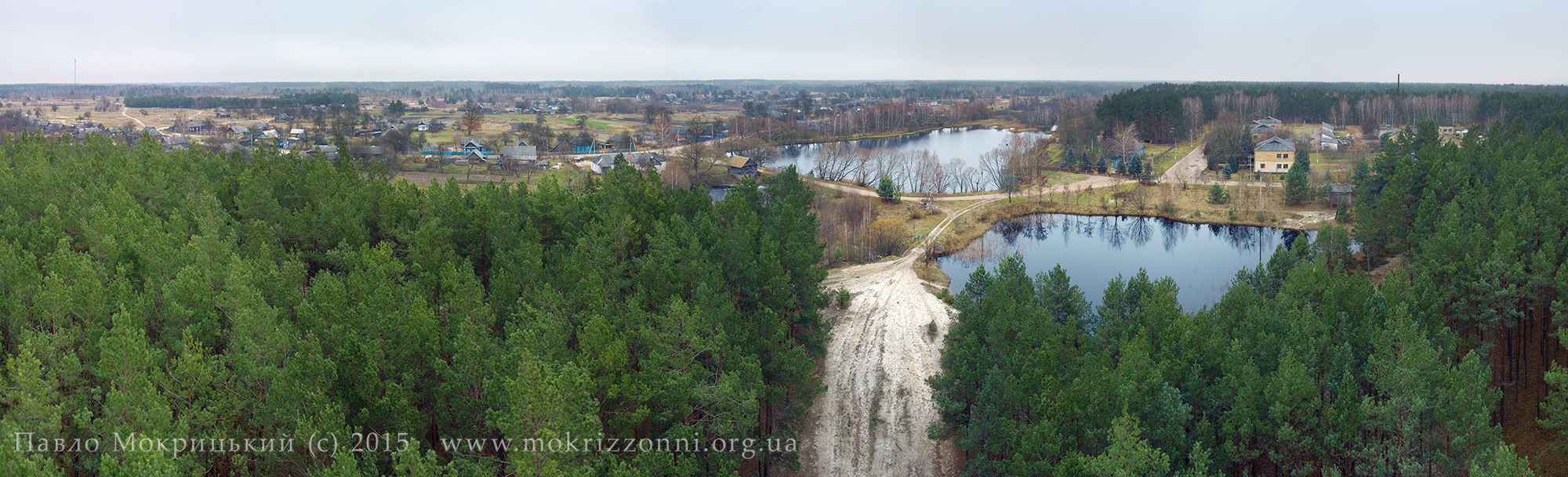
Вид на заповедник и село с обзорной башни

## Местная власть
11122, Житомирская область, Коростенский р-н, с. Словечно, ул. Полесская, 9